# Área metropolitana de Lewiston
El área metropolitana de Lewiston, denominada como Área Estadística Metropolitana de Lewiston, ID-WA MSA por la Oficina de Administración y Presupuesto, es un Área Estadística Metropolitana centrada en la ciudad Lewiston, que abarca parte de los estados de Idaho y Washington, en Estados Unidos.  El área metropolitana tiene una población de 60.888 habitantes según el Censo de 2010, convirtiéndola en la 365.º área metropolitana más poblada del país.

## Composición
Los 2 condados del área metropolitana, junto con su población según los resultados del censo 2010:
- Condado de Nez Perce (Idaho)– 39.265 habitantes
- Condado de Asotin (Washington)– 21.623 habitantes

## Comunidades
- Anatone (Washington) (lugar no incorporado)
- Asotin (Washington)
- Clarkston Heights-Vineland (Washington)
- Clarkston (Washington)
- Culdesac (Idaho)
- Lapwai (Idaho)
- Lewiston (Idaho) (ciudad principal)
- Peck (Idaho)
- Spalding (Idaho) (lugar no incorporado)
- West Clarkston-Highland (Washington)